# Trichonotus
Trichonotus è un genere di pesci ossei marini. Si tratta dell'unico genere appartenente alla famiglia Trichonotidae, dell'ordine Perciformes.

## Distribuzione e habitat
Endemici dell'Indo-Pacifico tropicale. Vivono su fondi sabbiosi costieri.

## Descrizione
I Trichonotus hanno corpo molto allungato, quasi anguilliforme. La mandibola sporge rispetto alla mascella ed ha una prominenza conica anteriore. Una sola pinna dorsale alta e lunga, con i raggi anteriori allungati nel maschio. Pinna anale lunga quasi come la dorsale ma più bassa. Pinna caudale a forma di losanga. Linea laterale completa, rettilinea, che decorre al centro del fianco e costituita da scaglie appuntite.
Le specie più grandi superano di poco i 20 cm

## Biologia
Poco nota. Formano sciami. Si infossano nella sabbia quando spaventati.

### Alimentazione
Si nutrono di zooplancton.

## Specie
- Trichonotus arabicus
- Trichonotus blochii
- Trichonotus cyclograptus
- Trichonotus elegans
- Trichonotus filamentosus
- Trichonotus halstead
- Trichonotus marleyi
- Trichonotus nikii
- Trichonotus setiger
- Trichonotus somaliensis[2]